# Brigid Brannagh
Pour les articles homonymes, voir Brannagh.
Brigid Brannagh est une actrice américaine, de son vrai nom Brigid Conley Walsh, née le 3 août 1972, elle est d'ascendance irlandaise. Elle a grandi dans une grande famille, elle est la quatrième enfant d'une fratrie de neuf enfants.

## Biographie
À quatorze ans, Brigid Brannagh fait déjà ses premiers pas d’actrice à la télévision en jouant dans un épisode de la série La loi est la loi, avant de décrocher un petit rôle dans la comédie The Wrong Guys en 1988.
Puis en 2001, dans la série de télévision Les Experts. Elle a joué dans Kindred: The Embraced et Over There. Elle a également eu le rôle de Virginie Bryce, la petite amie de Wesley Wyndham-Pryce, au cours de la deuxième saison d'Angel. En 1999, elle fait une petite apparition dans la série Charmed.
En 2007, elle décroche un rôle dans la série American Wives, dans laquelle elle joue Pamela Moran pendant six saisons jusqu'au printemps 2012.
Elle a joué dans Crush on You film Hallmark, qui a été diffusé en juin 2011.
Peu après avoir quitté American Wives, Brannagh rejoint le casting de la prochaine série dramatique ABC Gilded Lillys jouant Elizabeth, la matriarche de la famille Lily. Le tournage a débuté en mars 2012 à Boston. La série a été créée et produite par Shonda Rhimes.

### Vie privée
Brigid Brannagh vit à Los Angeles, en Californie avec son mari Justin Lyon.

## Filmographie
| Film              | Film                                                         | Film                           | Film                                                               |
| Année             | Titre                                                        | Rôle                           | Notes                                                              |
| ----------------- | ------------------------------------------------------------ | ------------------------------ | ------------------------------------------------------------------ |
| 1988              | The Wrong Guys (en)                                          | Louie's sister                 | Créditée sous le nom Brigid Walsh                                  |
| 1993              | Quest of the Delta Knights (film) (en)                       | Thena                          | Créditée sous le nom Brigid Conley Walsh                           |
| 1998              | The Man in the Iron Mask (ou The Mask of Dumas)              | Molly Pichon                   | Créditée sous le nom Brigid Brannah                                |
| 1999              | The Fair                                                     | Maggie                         |                                                                    |
| 2002              | Life Without Dick                                            | Ivy Gallagher O'Reilly         |                                                                    |
| 2016              | Te Ata                                                       | Bertie Thompson                |                                                                    |
| 2016              | Vanished                                                     | Sarah                          |                                                                    |
| 2016              | They're Watching                                             | Becky Westlake                 |                                                                    |
| Séries télévisées |                                                              |                                |                                                                    |
| Année             | Titre                                                        | Rôle                           | Notes                                                              |
| 1989              | La loi est la loi                                            | Cheryl Thompson                | saison 2, épisode 2                                                |
| 1990              | Docteur Doogie                                               | Suzie Berlooty                 | saison 1, épisode 17                                               |
| 1990–1992         | True Colors (en)                                             | Katie Davis                    | Créditée sous le nom Brigid Conley Walsh                           |
| 1994              | New York Police Blues                                        | Sandy                          | saison 2, épisode 4                                                |
| 1994              | Urgences                                                     | Jamie Hendricks                | saison 1, épisode 8                                                |
| 1995              | American Gothic                                              | Poppy Bowen                    | saison 1, épisode 4, créditée sous le nom Brigid Walsh             |
| 1996              | Kindred : Le Clan des maudits                                | Sasha                          | 6 épisodes, créditée sous le nom Brigid Walsh                      |
| 1996              | Les Anges du bonheur                                         | Alison Miller                  | saison 3, épisode 9                                                |
| 1997              | Sliders                                                      | Erin                           | saison 3, épisode 13                                               |
| 1997              | Nés à Chicago                                                | Melinda                        | saison 1, épisodes 8, 10 & 13                                      |
| 1997              | Roar (en)                                                    | Shannon                        | saison 1, épisode 4                                                |
| 1997–1998         | Brooklyn South                                               | Emmeline "Emily" Flannagan     | saison 1, épisodes 8, 9, 10 & 12                                   |
| 1998              | Les Dessous de Veronica                                      | la petite amie de Perry        | saison 1, épisode 14, créditée sous le nom Brigid Conley Walsh     |
| 1998              | Ally McBeal                                                  | Paula                          | saison 1, épisode 15                                               |
| 1998              | Dharma et Greg                                               | Donna                          | saison 2, épisodes 1 & 3                                           |
| 1998              | Hyperion Bay                                                 | Claire                         | saison 1, épisodes 7 & 9, créditée sous le nom Brigid Conley Walsh |
| 1999              | Legacy                                                       | Molly                          | 5 épisodes, créditée sous le nom Brigid Conley Walsh               |
| 1999              | Charmed                                                      | Tuatha                         | saison 2, épisode 6                                                |
| 2000              | Diagnostic : Meurtre                                         | Jill Hoving                    | saison 7, épisode 17                                               |
| 2000              | Demain à la une (Early Edition)                              | Rose / Lily Archer             | saison 4, épisode 11                                               |
| 2000              | Bull                                                         | Sister Kate                    | saison 1, épisode 15                                               |
| 2000              | À la Maison-Blanche                                          | Harriet                        | saison 2, épisode 4                                                |
| 2000–2001         | Angel                                                        | Virginia Bryce                 | saison 2, épisodes 6, 11, 13 & 15                                  |
| 2001              | Citizen Baines (en)                                          | Makeup Artist                  | saison 1, épisodes 5, 6 & 7                                        |
| 2001              | Les Experts (CSI: Crime Scene Investigation)                 | Tammy Felton / Melissa Marlowe | saison 1, épisode 17 & saison 2, épisode 9                         |
| 2002              | Philly                                                       | Shelly Brower                  | saison 1, épisode 15                                               |
| 2002              | Voilà !                                                      | Ruth                           | saison 6, épisode 17                                               |
| 2002              | Division d'élite                                             | Jessica Billings               | saison 2, épisode 19                                               |
| 2003              | La Vie avant tout                                            | Abby                           | saison 3, épisode 18                                               |
| 2003              | Star Trek : Enterprise                                       | Ruby                           | saison 2, épisode 24                                               |
| 2004              | 24 heures chrono                                             | Kathy McCartney                | saison 3, épisode 18                                               |
| 2004              | FBI : Portés disparus                                        | Stephanie Boothe               | saison 2, épisode 24                                               |
| 2005              | Cold Case : Affaires classées                                | Tina Bream 1998                | saison 2, épisode 16, créditée sous le nom Brigid Conley Walsh     |
| 2005              | NCIS : Enquêtes spéciales                                    | Catherine Reynolds             | saison 2, épisode 19                                               |
| 2005              | Over There                                                   | Vanessa Dumphy                 | 11 épisodes                                                        |
| 2005              | Standoff : Les Négociateurs                                  | Karen Frohmer                  | saison 1, épisode 7                                                |
| 2007              | K-Ville                                                      | Wanda                          | saison 1, épisode 6                                                |
| 2007–2013         | American Wives                                               | Pamela Moran                   | 86 épisodes (saisons 1-7)                                          |
| 2011              | Esprits criminels (Criminal Minds)                           | Monica Kingston                | saison 7, épisode 8                                                |
| 2012              | Leverage                                                     | Caroline Cowan                 | saison 5, épisode 11                                               |
| 2013              | Cult                                                         | Anabelle Creusen               | saison 1, épisode 7                                                |
| 2013              | Longmire                                                     | Agent Brooks                   | saison 2, épisode 1                                                |
| 2013              | Drop Dead Diva                                               | Molly Hagen                    | saison 5, épisode 5                                                |
| 2014              | The Night Shift                                              | Dr Althea Martin               | rôle supprimé                                                      |
| 2014              | First Murder                                                 | Sally Smoot                    | saison 1, épisodes 5 et 6                                          |
| 2014              | Grimm                                                        | Sara Fisher                    | saison 4, épisode 4                                                |
| 2015              | Supernatural                                                 | Rita Johnson                   | saison 11, épisode 7                                               |
| 2016              | Underground                                                  | Patty Cannon                   | saison 1, épisode 10                                               |
| 2016              | Major Crimes                                                 | Sherry Hickman                 | 3 épisodes                                                         |
| 2016              | Recovery Road                                                |                                | saison 1, épisode 6                                                |
| 2016              | Grey's Anatomy                                               | Veronica Kays                  | saison 13, épisodes 6 et 21                                        |
| 2017              | Marvel's Runaways                                            | Stacey Yorkes                  | saison 1 et 2                                                      |
| 2017-2019         | Runaways                                                     | Stacey Yorkes                  | 33 épisodes                                                        |
| 2020              | Good Doctor                                                  | Elise                          | saison 3, épisode 12                                               |
| 2023              | NCIS : Enquêtes spéciales                                    | Sénatrice Constance Miller     | saison 20, épisode 16 et 21                                        |
| 2025              | Chicago Med                                                  | Cynthia Parker                 | saison 10, épisode 18                                              |
| Téléfilms         |                                                              |                                |                                                                    |
| Année             | Titre                                                        | Rôle                           | Notes                                                              |
| 1993              | Rio Shannon                                                  |                                | Créditée sous le nom Brigid Conley Walsh                           |
| 1993              | The Day My Parents Ran Away                                  | Melanie Hope                   | Créditée sous le nom Brigid Conley Walsh                           |
| 1997              | L'Héritière (The Inheritance)                                | Ida Glenshaw                   |                                                                    |
| 2006              | Mariage contrarié (Falling in Love with the Girl Next Door)  | Angela                         |                                                                    |
| 2009              | Aux portes du destin (Acceptance)                            | Olivia                         |                                                                    |
| 2010              | Meurtre à la carte (Next Stop Murder)                        | Molly                          |                                                                    |
| 2011              | Un admirateur secret (A Crush on You)                        | Charley Anderson               |                                                                    |
| 2013              | Gilded Lilys                                                 | Elizabeth Lily                 |                                                                    |
| 2014              | Absence et Conséquences (The Nurse)                          | Cara J. Sutton                 |                                                                    |
| 2015              | Je ne suis pas prête pour Noël (I'm Not Ready for Christmas) | Rose Geller                    |                                                                    |
| 2016              | Descente en eaux troubles (Eyewitness)                       | Sharon                         |                                                                    |
| 2016              | Mon sauveur, cet assassin (His Secret Past)                  | Jennifer                       |                                                                    |
| 2017              | L'Ombre de mon jumeau (The Twin)                             | Ashley                         |                                                                    |
| 2017              | You Get Me                                                   | Corinne                        |                                                                    |